# キム・ソヘ
キム・ソヘ（朝: 김 소혜、1999年7月19日 - ）は、韓国の女優。S&Pエンターテインメント所属。元I.O.Iメンバー。

## 経歴

### PRODUCE 101出演、I.O.Iとして
2016年、RED LINEの練習生としてMnetのオーディション番組「PRODUCE 101」へ出演。元々女優志望で歌もダンスもほぼ未経験で、最初のレベル分け評価ではF評価からのスタートとなったが、ひたむきに努力して這い上がる姿が共感を呼び、ネット投票では上位へ駆け上がっていった。最終順位は5位でデビューメンバーに選抜された。
同年5月4日、I.O.Iとしてデビューアルバム「Chrysalis」でデビュー。同年6月21日、個人事務所S＆Pエンターテインメントを設立した。2017年1月31日をもってI.O.Iが解散。

### 女優として
I.O.Iの解散後は、数々のバラエティ番組やウェブドラマに出演し、演技に活動の領域を広げていった。2019年1月、MBN･Dramaxのドラマ『最高のチキン～夢を叶える恋の味～』で主人公のソ・ボア役に抜擢され、同年11月、映画『ユンヒへ』でユンヒの娘・セボム役を務め、スクリーンデビューを果たす。安定した演技力と表現力を見せ「忠武路（チュンムロ：韓国映画の代名詞）の期待の株」として注目を集めた。2020年4月、ウェブ漫画を原作としたKBS2TVのドラマ『契約友情』でオム・セユンを演じた。2021年7月、映画『鬼門』でヘヨン役を演じた。

## ディスコグラフィ

### フィーチャリング
- Olltii「PRESS START (Feat. 김소혜)」(2019年9月9日、アルバム「8BEAT」に収録)

## 出演

### 映画
- ユンヒへ（2019年） - セボム 役
- 睡眠銀行（2019年） - ヒョンス 役[13]
- 鬼門（2021年）- ヘヨン 役[11]

### ドラマ
- 三つ色のファンタジー 恋する指輪（2017年、MBC）
- 意外なヒーローズ（2017年、NAVER TV）- イ・ユンジ 役
- 恋愛強要する社会（2018年、Onstyle） - ハン・サラン 役
- クジラのほこり（2018年、Samsung）
- 最高のチキン～夢を叶える恋の味～（2019年1月2日 - 2月7日、MBN･Dramax） - ソ・ボア 役
- 契約友情（2020年4月6日 - 4月14日 、KBS 2TV） - オム・セユン 役
- 学校奇談「来ない子供」（2020年9月19日 - 9月20日、TV朝鮮） - チョン・スア 役
- 彼女のバケットリスト（2021年2月25日 - 4月、kakaoTV）- チャ・ラリ 役

### バラエティ
- PRODUCE 101（2016年、Mnet）
- STAR SHOW 360（2016年、MBC MUSIC）[14]
- 一口TOEIC（2017年、EBS 2TV） - MC
- Follow 美8S（2017年、FashionN） - MC
- 君が好き（2018年6月7日、JTBC） - スペシャルMC
- 一緒にする? GG（2019年、Channel A）
- Go Together! ～願いが叶う旅～（2019年、Celuv.T）

### ミュージックビデオ
- THE ARK「빛」（2015年）
- Jinlin Wang「放學了" (Goodbye School)」（2016年）
- Ra.D「눈을 보고 말해요」（2017年）

## 受賞歴
- 2019 ブランド貢献忠誠度大賞 - 演技ドル部門（2019年）
- 2019 アジア・モデル・アワード - 演技者部門 新人賞（2019年）
- 第21回釜山映画評論家協会賞 - 新人女優賞（2020年、『ユンヒへ』）
- 第40回黄金撮影賞 - 新人女優賞（2021年、『ユンヒへ』）